# Raymond Gérôme
Raymond Gérôme (17 de mayo de 1920 - 3 de febrero de 2002) fue un actor y director teatral, cinematográfico y televisivo belga.

## Biografía
Su verdadero nombre era Raymond Joseph Léon De Backer, y nació en Koekelberg, Bélgica. Hijo de un industrial belga, Léon de Backer, y de la holandesa Marie Fiekers, cursó estudios en la Universidad Libre de Bruselas y en la Escuela de Arte Dramático Charles Dullin.
Apasionado del teatro, fundó en 1941 las Juventudes Teatrales de Bélgica, montando más adelante numerosas piezas en el Palacio de Bellas Artes de Bruselas y en el Teatro Nacional de Bélgica, en Bruselas, donde asumió la dirección artística hasta 1952.
En 1954 se instaló en París y comenzó una larga carrera teatral, aunque también cinematográfica, que le hizo codearse con las más importantes figuras del teatro y el cine francés. Además de actor teatral, fue director en la Comédie-Française, el Théâtre du Gymnase Marie-Bell, el Théâtre de la Madeleine y el Théâtre Montparnasse.
Entre las obras teatrales que dirigió figuran Fedra (su pieza preferida), Don Juan aux enfers (con Pierre Brasseur y Paul Meurisse), Colette (con Jean-Pierre Aumont en 1960) o Les Amants terribles (de Noel Coward, con Danielle Darrieux). Fue también autor de numerosas piezas, poemas y cuentos. Su primera novela, Celui qui dormait dans Prague, se editó en 1991.
En el cine, actuó junto a Jean-Paul Belmondo y Bourvil en Le Cerveau, de Gérard Oury, junto  a Catherine Deneuve y Marcello Mastroianni en L'Événement le plus important depuis que l'homme a marché sur la Lune, de Jacques Demy, o con Marina Vlady y Jean Marais en La Princesse de Cleves, film de Jean Delannoy en el que interpretó el papel de Enrique II de Francia. Así mismo, fue Luis XIV de Francia en L'Affaire des poisons, de  Henri Decoin.
Gérôme trabajó también en numerosas series televisivas, como Les Cinq Dernières Minutes, Le Secret des flamands y Maigret. Fue el regente Felipe II de Orleans en varios telefilmes, entre ellos Lagardère (de Jean-Pierre Decourt), presidente de la corte en L'Affaire Seznec (de Yves Boisset), y Sherlock Holmes en una representación de Au théâtre ce soir, de Pierre Sabbagh, programa para el cual llevó a escena un total de quince piezas.
En 1974 participó en la grabación de la ópera de Salvador Dalí Être Dieu, con música de Igor Wakhévitch, y en la cual hizo el papel de Dalí masculino, actuando junto a Delphine Seyrig, encarnando a Dalí femenino (Dalí se quería andrógino), Catherine Allegret, Alain Cuny y Didier Haudepin.
Además fue actor de voz, doblando a numerosos actores, al igual que a personajes de dibujos animados: Pocahontas, Tom y Jerry: la película, Fievel va al Oeste, etc.
Sus papeles llenos de distinción, flema, humor y, en ocasiones, cinismo, su timbre de voz grave y metálico, su figura alta y austera, marcaron a toda una generación. Viajero empedernido y apasionado políglota, Raymond Gérôme falleció el 3 de febrero de 2002 en su domicilio en Les Lilas, Francia.

## Teatro

### Actor
- 1946 : Juana de Arco en la hoguera, de Paul Claudel y Arthur Honegger, Palais des beaux-arts de Bruselas
- 1954 : La Corde, de Patrick Hamilton, escenografía de Jean Darcante, Théâtre des Célestins, Giras Herbert-Karsenty
- 1956 : Don Carlos, de Friedrich Schiller, escenografía de Raymond Hermantier, Théâtre du Vieux-Colombier
- 1957 : Une femme trop honnête, de Armand Salacrou, escenografía de Georges Vitaly, Teatro Édouard VII
- 1958 : Amphitryon 38, de Jean Giraudoux, escenografía de Raymond Gérôme, Festival de Bellac
- 1958 : Le Bal du lieutenant Helt, de Gabriel Arout, escenografía de Raymond Gérôme, Théâtre des Mathurins
- 1959 : La Toile d'araignée, de Agatha Christie, escenografía de Raymond Gérôme, Théâtre de Paris
- 1960 : Las mujeres sabias, de Molière, escenografía de Jacques Charon, Théâtre des Bouffes-Parisiens
- 1960 : La Voleuse de Londres, de Georges Neveux, escenografía de Raymond Gérôme, Théâtre du Gymnase Marie-Bell
- 1961 : Andrómaca, de Jean Racine, escenografía de Raymond Gérôme, Festival de Bellac
- 1961 : Noir sur blanc, de Brice Parain, escenografía de Raymond Gérôme, Théâtre des Mathurins
- 1962 : Rien pour rien, de Charles Maitre, escenografía de Raymond Gérôme, Théâtre de l'Athénée
- 1962 : Les femmes aussi ont perdu la guerre, de Curzio Malaparte, escenografía de Raymond Gérôme, Théâtre des Mathurins
- 1963 : El diablo y Dios, de Jean-Paul Sartre, escenografía de Jean Collomb, Festival de Bellac
- 1964 : Electra, de Jean Giraudoux, escenografía de Raymond Gérôme, Festival de Bellac
- 1964 : ¿Quién teme a Virginia Woolf?, de Edward Albee, escenografía de Franco Zeffirelli, Théâtre de la Renaissance
- 1965 : Fedra, de Jean Racine, escenografía de Raymond Gérôme, Théâtre du Gymnase Marie-Bell
- 1966 : ¿Quién teme a Virginia Woolf?, de Edward Albee, escenografía de Franco Zeffirelli, Giras Herbert-Karsenty
- 1967 : L'Œil anonyme, de Peter Shaffer, escenografía de Raymond Gérôme, Théâtre Montparnasse
- 1967 : Black Comedy, de Peter Shaffer, escenografía de Raymond Gérôme, Théâtre Montparnasse
- 1967 : L'Architecte et l'Empereur d'Assyrie, de Fernando Arrabal, escenografía de Jorge Lavelli, Théâtre Montparnasse
- 1969 : Le Contrat, de Francis Veber, escenografía de Pierre Mondy, Théâtre du Gymnase Marie-Bell
- 1971 : Jeux d'enfants, de Robert Mascaro, escenografía de Raymond Gérôme, Théâtre Hébertot
- 1972 : Honni soit qui mal y pense, de Peter Barnes, escenografía de Stuart Burge, Théâtre de Paris
- 1975 : Les Secrets de la Comédie humaine, de Félicien Marceau, escenografía de Paul-Émile Deiber, Théâtre du Palais Royal
- 1975 : El retrato de Dorian Gray, de Oscar Wilde, escenografía de Pierre Boutron, Théâtre des Célestins
- 1977 : Pigmalión, de George Bernard Shaw, escenografía de Raymond Gérôme, Théâtre de Paris
- 1983 : L'Extravagant Mister Wilde, de Raymond Gérôme, escenografía del mismo, Théâtre de l'Œuvre
- 1984 : La Mal de test, de Ira Wallach, escenografía de Raymond Gérôme, Teatro Marigny
- 1984 : Duo pour une soliste, de Tom Kempinski, escenografía de Raymond Gérôme, Théâtre Montparnasse
- 1985 : Duo pour une soliste, de Tom Kempinski, escenografía de Raymond Gérôme, Théâtre Montansier
- 1985 : Hugo l'homme qui dérange, de Claude Brulé, escenografía de Paul-Émile Deiber, Teatro de l'Odéon
- 1985 : Victor Hugo visionnaire, Festival de poesía de París
- 1985 : Galaxie André Breton, Festival de poesía de París
- 1986 : Brummell à Caen, de Bernard Da Costa, escenografía de Paul-Émile Deiber, Théâtre de Boulogne-Billancourt
- 1988 : Bacchus, de Jean Cocteau, escenografía de  Jean Marais, Théâtre des Bouffes-Parisiens

### Director
- 1947 : L'Apollon de Bellac, de Jean Giraudoux, Teatro Nacional de Bélgica
- 1952 : Comme tu me veux, de Luigi Pirandello, Théâtre Charles-de-Rochefort
- 1955 : Protée, de Paul Claudel, Comédie de Paris
- 1957 : Regrets éternels, de Constance Coline, Théâtre de l'Œuvre
- 1957 : Le monsieur qui a perdu ses clefs, de Michel Perrin, Théâtre Édouard VII
- 1958 : La Paix du dimanche, de John Osborne, Théâtre des Mathurins
- 1958 : El misántropo, de Molière, Festival de Bellac
- 1958 : Amphitryon 38, de Jean Giraudoux, Festival de Bellac
- 1958 : Le Bal du lieutenant Helt, de Gabriel Arout, Théâtre des Mathurins
- 1959 : La Toile d'araignée, de Agatha Christie, Théâtre de Paris
- 1959 : Les Écrivains, de Michel de Saint Pierre y Pierre de Calan, Théâtre des Mathurins
- 1959 : L'Affaire des poisons, de Victorien Sardou, Théâtre de la Ville
- 1960 : La Voleuse de Londres, de Georges Neveux, Théâtre du Gymnase Marie-Bell
- 1961 : Andrómaca, de Jean Racine, Festival de Bellac
- 1961 : Le 10e Homme, de Paddy Chayefsky, Théâtre du Gymnase Marie-Bell
- 1961 : Une visite de noces, de Alexandre Dumas (hijo), Comédie-Française
- 1961 : Noir sur blanc, de Brice Parain, Théâtre des Mathurins
- 1962 : Rien pour rien, de Charles Maitre, Théâtre de l'Athénée
- 1962 : Les femmes aussi ont perdu la guerre, de Curzio Malaparte, Théâtre des Mathurins
- 1962 : Fedra, de Jean Racine, Théâtre du Gymnase Marie-Bell
- 1962 : L'École de la médisance, de Richard Brinsley Sheridan, Comédie-Française
- 1963 : Léonora ou les dangers de la vertu, de Marcel Jouhandeau, Théâtre des Mathurins
- 1963 : La Foire aux sentiments, de Roger Ferdinand, Comédie-Française
- 1963 : Pour Lucrèce, de Jean Giraudoux, Festival de Bellac
- 1964 : Electra, de Jean Giraudoux, Festival de Bellac
- 1965 : Une fois par semaine, de Muriel Resnik, Théâtre de la Madeleine
- 1966 : L'Amour, vous connaissez ?, de Bill Manhoff, Théâtre des Ambassadeurs
- 1966 : Don Juan aux enfers, de George Bernard Shaw, Théâtre de la Madeleine
- 1967 : L'Œil anonyme, de Peter Shaffer, Théâtre Montparnasse
- 1967 : Black Comedy, de Peter Shaffer, Théâtre Montparnasse
- 1969 : Bienheureux les violents, de Diego Fabbri, Théâtre Hébertot
- 1970 : Libres sont les papillons, de Leonard Gershe, Théâtre Montparnasse
- 1973 : Les Amants terribles, de Noel Coward, Théâtre Montparnasse
- 1974 : Domino, de Marcel Achard, Giras Herbert-Karsenty
- 1976 : Le Jardin de craie, de Enid Bagnold, Théâtre Hébertot
- 1977 : Pigmalión, de George Bernard Shaw, Théâtre de Paris
- 1978 : Le Tout pour le tout, de Françoise Dorin, Théâtre du Palais-Royal
- 1978 : Boulevard Feydeau, piezas de Georges Feydeau : Feu la mère de madame, On purge bébé, Théâtre des Variétés
- 1979 : Los paraguas de Cherburgo, de Jacques Demy y Michel Legrand, Théâtre Montparnasse
- 1982 : Traición, de Harold Pinter, Théâtre Montparnasse
- 1983 : L'Extravagant Mister Wilde, de Raymond Gérôme, Théâtre de l'Œuvre
- 1984 : La Mal de test, de Ira Wallach, Teatro Marigny
- 1984 : Duo pour une soliste, de Tom Kempinski, Théâtre Montparnasse
- 1986 : Lady Day, de Stephen Stahl, Théâtre de Boulogne-Billancourt
- 1986 : On Golden Pond, de Ernest Thompson, Théâtre Montparnasse
- 1988 : No habrá guerra de Troya, de Jean Giraudoux, Comédie-Française
- 1989 : Port-Royal, de Henry de Montherlant, Théâtre de la Madeleine
- 1991 : La Facture, de Françoise Dorin, Théâtre des Bouffes-Parisiens
- 1993 : Les Monstres sacrés, de Jean Cocteau, Théâtre des Bouffes-Parisiens
- 1993 : Le Cardinal d'Espagne,  de Henry de Montherlant, Théâtre de la Madeleine
- 1998 : Obsessions, de Patrick Hamilton, Théâtre Daunou

## Filmografía

### Cine
- 1954 : Bonnes à tuer, de Henri Decoin
- 1955 : L'Affaire des poisons, de Henri Decoin
- 1956 : Mademoiselle et son gang, de Jean Boyer
- 1957 : Élisa, de Roger Richebé
- 1957 : Méfiez-vous fillettes, de Yves Allégret
- 1958 : Dangerous Exile, de Brian Desmond Hurst
- 1960 : Meurtre en 45 tours, de Étienne Périer
- 1960 : Le Cœur battant, de Jacques Doniol-Valcroze
- 1961 : La Princesse de Clèves, de Jean Delannoy
- 1961 : Le Triomphe de Michel Strogoff, de Victor Tourjansky
- 1961 : Napoléon II, l'aiglon, de Claude Boissol
- 1961 : Goodbye Again, de Anatole Litvak
- 1961 : The Greengage Summer, de Lewis Gilbert
- 1962 : La Dénonciation, de Jacques Doniol-Valcroze
- 1962 : Le Masque de fer, de Henri Decoin
- 1965 : Dis-moi qui tuer, de Étienne Périer
- 1966 : La Seconde Vérité, de Christian-Jaque
- 1967 : Lettre à Carla, de Jean-José Richer
- 1967 : La noche de los generales, de Anatole Litvak
- 1968 : Sous le signe du taureau, de Gilles Grangier
- 1968 : La Petite Vertu, de Serge Korber
- 1969 : Le Cerveau, de Gérard Oury
- 1970 : Tropic of Cancer, de Joseph Strick
- 1970 : Céleste, de Michel Gast
- 1971 : La Maison sous les arbres, de René Clément
- 1972 : Viajes con mi tía, de George Cukor
- 1973 : L'Événement le plus important depuis que l'homme a marché sur la Lune, de Jacques Demy
- 1973 : La Belle Affaire, de Jacques Besnard
- 1973 : Le Complot, de René Gainville
- 1973 : Chacal, de Fred Zinnemann
- 1973 : Un ange au paradis, de Jean-Pierre Blanc
- 1973 : Cómo destruir al más famoso agente secreto del mundo, de Philippe de Broca
- 1975 : Divine, de Dominique Delouche
- 1977 : Le Portrait de Dorian Gray, de Pierre Boutron
- 1977 : L'Animal, de Claude Zidi
- 1978 : Tendre Poulet, de Philippe de Broca
- 1978 : L'Exercice du pouvoir, de Philippe Galland
- 1980 : Le Coup du parapluie, de Gérard Oury
- 1988 : Ne réveillez pas un flic qui dort, de José Pinheiro
- 1989 : Historia de una revolución, de Robert Enrico, episodio Les Années Lumière
- 1991 : Operación Chuleta de Ternera, de Jean-Marie Poiré
- 1991 : Money, de Steven Hilliard Stern
- 2000 : Sade, de Benoît Jacquot

### Televisión
- 1955  : Une enquête de l'inspecteur Ollivier, de Marcel Cravenne, episodio La Boîte de pastilles
- 1960 : Les Cinq Dernières Minutes, episodio Dernier Cri, de Claude Loursais
- 1961 : Les Femmes de bonne humeur, de Alain Boudet
- 1962 : Vient de paraître, de André Pergament
- 1962 : L'inspecteur Leclerc enquête, de Jean Laviron, episodio Feu Mr Serley
- 1966 : Le Chevalier d'Harmental, de Jean-Pierre Decourt
- 1966 : La Fille du Régent, de Jean-Pierre Decourt
- 1967 : Malican père et fils, de Yannick Andréi, Marcel Cravenne y François Moreuil
- 1967 : Lagardère, de Jean-Pierre Decourt
- 1971 : Arsène Lupin, de Jacques Nahum
- 1972 : Talleyrand ou le Sphinx incompris, de Jean-Paul Roux
- 1974 : Le Secret des Flamands, de Robert Valey
- 1974 : Un matin de juin 40, de Claude-Jean Bonnardot
- 1976 : Le Gentleman des Antipodes, de Boramy Tioulong
- 1977 : Le Portrait de Dorian Gray, de Pierre Boutron
- 1978 : Messieurs les jurés, episodio L'Affaire Heurteloup, de Boramy Tioulong
- 1981 : Les Avocats du diable, de André Cayatte
- 1981 : Julien Fontanes, magistrat, episodio Les Souliers d'or, de François Dupont-Midy
- 1981 : Frère Martin, de Jean Delannoy
- 1982 : Messieurs les jurés, episodio L'Affaire Tromsé, de Jean-Marie Coldefy
- 1993 : L'Affaire Seznec, de Yves Boisset
- 1993 : La Dame de Lieudit, de Philippe Monnier
- 1994 : La Bavure, de Alain Tasma
- 1995 : La Duchesse de Langeais, de Jean-Daniel Verhaeghe
- 1995 : Lulu roi de France, de Bernard Uzan
- 1996 : La Ferme du crocodile, de Didier Albert
- 1996 : Karine et Ari, de Sylvie Durepaire, Philippe Roussel y Emmanuel Fonlladosa
- 1996 : Maigret : Maigret a peur, de Claude Goretta y Christian Karcher
- 1997 : Original Sin

### Au théâtre ce soir
- 1968 : La Toile d'araignée, de Agatha Christie, escenografía de Raymond Gérôme, dirección de Pierre Sabbagh, Teatro Marigny
- 1969 : Les Enfants d'Édouard, de Marc-Gilbert Sauvajon a partir de Frederic Jackson y Roland Bottomley, escenografía de Jean-Paul Cisife, dirección de Pierre Sabbagh, Teatro Marigny
- 1970 : Diez negritos, de Agatha Christie, escenografía de Raymond Gérôme, dirección de Pierre Sabbagh, Teatro Marigny
- 1971 : La Corde, de Patrick Hamilton, escenografía de Raymond Gérôme, dirección de Pierre Sabbagh, Teatro Marigny
- 1971 : La Pèlerine écossaise, de Sacha Guitry, escenografía de Robert Manuel, dirección de Pierre Sabbagh, Teatro Marigny
- 1971 : Romancero, de Jacques Deval, escenografía de Raymond Gérôme, dirección de Pierre Sabbagh, Teatro Marigny
- 1974 : Il y a longtemps que je t'aime, escenografía de Raymond Gérôme, dirección de Georges Folgoas, Teatro Marigny
- 1974 : Le Chien des Baskerville, de Jean Marcillac a partir de Arthur Conan Doyle, escenografía de Raymond Gérôme, dirección de Georges Folgoas, Teatro Marigny
- 1975 : Le Sourire de la Joconde, de Aldous Huxley, escenografía de Raymond Gérôme, dirección de Pierre Sabbagh, Teatro Édouard VII
- 1976 : Fanny et ses gens, de Jerome K. Jerome, escenografía de Raymond Gérôme, dirección de Pierre Sabbagh, Teatro Édouard VII
- 1976 : La Femme de paille, de Catherine Arley, escenografía de Raymond Gérôme, dirección de Pierre Sabbagh, Teatro Édouard VII
- 1977 : Plainte contre l'inconnu, de Georges Neveux, escenografía de Raymond Gérôme, dirección de Pierre Sabbagh, Teatro Marigny
- 1978 : Ce soir à Samarcande, de Jacques Deval, escenografía de Raymond Gérôme, dirección de Pierre Sabbagh, Teatro Marigny
- 1978 : Libres sont les papillons, de Leonard Gershe, adaptación de Raymond Castans, solo escenografía, dirección de Pierre Sabbagh, Teatro Marigny
- 1979 : Un jour j'ai rencontré la vérité, de Félicien Marceau, escenografía de Raymond Gérôme, dirección de  Pierre Sabbagh, Teatro Marigny
- 1980 : Tchao, de Marc-Gilbert Sauvajon, escenografía de Raymond Gérôme, dirección Pierre Sabbagh, Teatro Marigny
- 1981 : Et l'enfer Isabelle ?, de Jacques Deval, escenografía de Raymond Gérôme, dirección de Pierre Sabbagh, Teatro Marigny
- 1984 : Le Mal de test, de Ira Wallach, escenografía de Raymond Gérôme, dirección de Pierre Sabbagh, Teatro Marigny

## Galardones
- 1952 : Premio Ève du Théâtre
- 1965 : Premio del Sindicato de la crítica al mejor actor por ¿Quién teme a Virginia Woolf?
- 1982 : Premio Brigadier por el conjunto de su carrera y por su pieza L'Extravagant Mister Wilde, Théâtre de l'Œuvre